# صفحه اسپلش

یک صفحه اسپلش در اینک‌اسکیپ همراه نشان و اطلاعات نگارش

صفحه اسپلش یا اسپلش اسکرین (به انگلیسی: Splash screen) تصویری است که هنگام بارگذاری یک برنامه یا بازی ظاهر می‌شود. این اصطلاح می‌تواند برای توصیف یک صفحه معرفی روی یک وب‌گاه هم استفاده شود. صفحه‌های اسپلش تمام نمایشگر یا به‌طور ساده یک مستطیل نزدیک وسط صفحه نمایش را پوشش می‌دهد. صفحه‌های اسپلش سیستم‌عامل‌ها و چند نرم‌افزار کاربردی که انتظار دارند به صورت تمام صفحه اجرا شوند معمولاً تمام صفحه نمایش را پوشش می‌دهند.

## هدف
صفحه‌های اسپلش عموماً توسط نرم‌افزارهای کاربردی به ویژه بزرگ استفاده می‌شده‌است تا کاربر را از فرایند بارگذاری برنامه آگاه سازند. صفحه‌های اسپلش از فرایند طولانی در حال انجام خبر می‌دهند. گاه‌وبیگاه، یک نوار پیشرفت در داخل صفحه اسپلش فرایند بارگذاری را نشان می‌دهد. صفحه اسپلش زمانی ناپدید می‌شود که پنجره اصلی نرم‌افزار ظاهر می‌شود.
صفحه‌های اسپلش عموماً برای بالا بردن ظاهر و احساس یک نرم‌افزار یا یک وب‌گاه بکار می‌رود، از این رو آن‌ها اغلب از لحاظ دیداری زیبا هستند. آن‌ها همچنین ممکن است پویانمایی‌ها، تصاویر گرافیکی و صدا هم داشته باشند.
زبان برنامه‌نویسی جاوا یک کلاس مشخص برای خلق صفحه‌های اسپلش دارد، که java.awt.SplashScreen نامیده می‌شود. این کلاس توابع صفحه اسپلش را بکار می‌برد، مانند نمایش یک تصویر وسط صفحه نمایش و بعد باز شدن نخستین پنجره نرم‌افزار ناپدید شود.
در وب، یک صفحه اسپلش صفحه‌ای از یک وب‌گاه است که به عنوان یک سرصفحه مقدم بر صفحه خانگی عمل می‌کند. طراحان می‌توانند از صفحه‌های اسپلش به منظورهای زیر استفاده کنند:
- هدایت کردن کاربران به وب‌گاه مناسب برای اولویت کشور یا زبان‌شان
- هدایت کردن کاربران به یک وب‌گاه با پهنای باند کم یا یکی با دسترسی بیشتر برای کاربران غیر فعال‌شده
- به عنوان یک شکل اضافی از تبلیغات
- برای محدود کردن دسترسی به محتوایی چون پورنوگرافی، تبلیغ مشروبات الکلی یا فروش آن، یا قمار
- به عنوان مکمل زیبایی برای صفحه اصلی
- برای جلب توجه شخصی جهت هدایت او به صفحه‌ای با جزئیات بیشتر که معمولاً برای فروش محصولات صورت می‌گیرد

استفاده اولیه از صفحه اسپلش در یک وب‌گاه فلش این بود که توسعه‌دهنده وب‌گاه را قادر می‌ساخت وب‌گاه را در یک پنجره تازه تحت جاوااسکریپت کنترل‌شده اجرا کند که فاقد هرگونه عنصر در صفحه مانند نوارهای پیمایش یا نوار آدرس، اما با همان اندازه فایل فلش باشد. بعدها این امکان با غلبه مسدودکنندگان بالابرها از بین رفت. به جای آن بسیاری از صفحاتی که با فلش آغاز می‌شوند به مخاطبین‌شان اجازه انتخاب مشاهده صفحه به صورت تمام صفحه را می‌دهند.
از زمان صفحه‌های اسپلش اغلب مدت انتظار برای بارگذاری محتوای مطلوب افزایش یافته‌است، به همین خاطر مورد پسند همهٔ کاربران نیست. به ویژه صفحه‌های اسپلش وب برای کاربرانی که دسترسی به اینترنت با سرعت پایین دارند چون صفحه نخست وب‌گاه مورد نظرشان مدت بیشتری برای بارگذاری وقت می‌برد ناراحت‌کننده است. علاوه بر این، اگر کاربر محتوای غنی مانند تصاویر، فلش، یا شاک‌ویو را خاموش کند، صفحه اسپلش برای بارگذاری اصلاً وقت زیادی نمی‌برد. صفحه‌های اسپلش و هرگونه صفحه‌های اصلی مرتبط خلق‌شده با فلش اغلب توسط موتورهای جستجو قابل دسترس نیست یا توسط خوانندگان متن برای نابینایان بکار گرفته نمی‌شود.
صفحه‌های اسپلش را می‌توان با اچ‌تی‌ام‌ال و سی‌اس‌اس هم به منظوری غیر از بارگذاری صفحه خلق کرد. جای بارگذاری صفحه، می‌توان برای اهدافی چون امکان انتخاب زبان از آن‌ها استفاده کرد.

## مزایای ساخت صفحات اسپلش اسکرین
صفحه اسپلش اسکرین در طراحی و توسعه اپلیکیشن‌ها و بازی‌ها به پای ثابت استانداردها تبدیل شده و کمتر برنامه‌ای را می‌بینید که صفحه اسپلش برای آن در نظر گرفته نشده باشد.
فرصتی مطلوبی را برای پردازش‌های قبل از شروع برنامه فراهم می کند.
گوگل از این صفحات طرفداری می‌کند و آن ها را جزئی از طراحی متریال می‌داند.
مدت زمانی که اسپلش اسکرین نمایش داده می‌شود دقیقاً همان زمانی است که برنامه برای پیکربندی خود به آن نیاز دارد. 

## واژه‌نامه‌ها
1. ↑  Pop-up